# Gran Premio motociclistico d'Olanda 2004
Il Gran Premio motociclistico d'Olanda 2004 corso il 26 giugno, è stato il sesto Gran Premio della stagione 2004 e ha visto vincere la Yamaha di Valentino Rossi in MotoGP, Sebastián Porto nella classe 250 e Jorge Lorenzo nella classe 125.

## MotoGP

### Arrivati al traguardo
| Pos. | Nº | Pilota            | Squadra                   | Motocicletta       | Giri | Tempo     | Griglia | Punti |
| ---- | -- | ----------------- | ------------------------- | ------------------ | ---- | --------- | ------- | ----- |
| 1º   | 46 | Valentino Rossi   | Gauloises Fortuna Yamaha  | Yamaha YZR-M1      | 19   | 38:11.831 | 1       | 25    |
| 2º   | 15 | Sete Gibernau     | Telefonica Movistar Honda | Honda RC211V       | 19   | +0.456    | 3       | 20    |
| 3º   | 33 | Marco Melandri    | Fortuna Gauloises Tech 3  | Yamaha YZR-M1      | 19   | +9.909    | 4       | 16    |
| 4º   | 3  | Max Biaggi        | Camel Honda               | Honda RC211V       | 19   | +10.183   | 12      | 13    |
| 5º   | 69 | Nicky Hayden      | Repsol Honda              | Honda RC211V       | 19   | +10.300   | 16      | 11    |
| 6º   | 45 | Colin Edwards     | Telefonica Movistar Honda | Honda RC211V       | 19   | +10.801   | 13      | 10    |
| 7º   | 11 | Rubén Xaus        | D’Antin MotoGP            | Ducati Desmosedici | 19   | +13.705   | 9       | 9     |
| 8º   | 65 | Loris Capirossi   | Ducati Marlboro           | Ducati Desmosedici | 19   | +14.091   | 15      | 8     |
| 9º   | 7  | Carlos Checa      | Gauloises Fortuna Yamaha  | Yamaha YZR-M1      | 19   | +15.159   | 2       | 7     |
| 10º  | 50 | Neil Hodgson      | D’Antin MotoGP            | Ducati Desmosedici | 19   | +34.066   | 20      | 6     |
| 11º  | 17 | Norick Abe        | Fortuna Gauloises Tech 3  | Yamaha YZR-M1      | 19   | +34.414   | 17      | 5     |
| 12º  | 6  | Makoto Tamada     | Camel Honda               | Honda RC211V       | 19   | +39.186   | 8       | 4     |
| 13º  | 66 | Alex Hofmann      | Kawasaki Racing           | Kawasaki ZX-RR     | 19   | +41.506   | 11      | 3     |
| 14º  | 21 | John Hopkins      | Suzuki MotoGP             | Suzuki GSV-R       | 19   | +54.569   | 10      | 2     |
| 15º  | 99 | Jeremy McWilliams | MS Aprilia Racing         | Aprilia RS Cube    | 19   | +1:04.761 | 19      | 1     |
| 16º  | 10 | Kenny Roberts Jr  | Suzuki MotoGP             | Suzuki GSV-R       | 19   | +1:22.266 | 7       |       |
| 17º  | 35 | Chris Burns       | WCM                       | Harris WCM         | 19   | +2:00.469 | 24      |       |

### Ritirati
| Nº | Pilota          | Squadra           | Motocicletta       | Giri | Griglia |
| -- | --------------- | ----------------- | ------------------ | ---- | ------- |
| 12 | Troy Bayliss    | Ducati Marlboro   | Ducati Desmosedici | 17   | 14      |
| 4  | Alex Barros     | Repsol Honda      | Honda RC211V       | 10   | 6       |
| 67 | Shane Byrne     | MS Aprilia Racing | Aprilia RS Cube    | 8    | 18      |
| 56 | Shin'ya Nakano  | Kawasaki Racing   | Kawasaki ZX-RR     | 7    | 5       |
| 9  | Nobuatsu Aoki   | Proton Team KR    | Proton KR5         | 7    | 22      |
| 80 | Kurtis Roberts  | Proton Team KR    | Proton KR5         | 5    | 23      |
| 84 | Michel Fabrizio | WCM               | Harris WCM         | 4    | 21      |

## Classe 250

### Arrivati al traguardo
| Pos. | Nº | Pilota          | Squadra                     | Motocicletta | Giri | Tempo     | Griglia | Punti |
| ---- | -- | --------------- | --------------------------- | ------------ | ---- | --------- | ------- | ----- |
| 1º   | 19 | Sebastián Porto | Repsol - Aspar              | Aprilia      | 18   | 37:26.576 | 1       | 25    |
| 2º   | 26 | Daniel Pedrosa  | Telefonica Movistar Honda   | Honda        | 18   | +2.566    | 2       | 20    |
| 3º   | 24 | Toni Elías      | Fortuna Honda               | Honda        | 18   | +4.038    | 4       | 16    |
| 4º   | 7  | Randy de Puniet | Safilo Carrera - LCR        | Aprilia      | 18   | +8.024    | 3       | 13    |
| 5º   | 51 | Alex De Angelis | Aprilia Racing              | Aprilia      | 18   | +13.596   | 6       | 11    |
| 6º   | 14 | Anthony West    | Freesoul Abruzzo Racing     | Aprilia      | 18   | +20.405   | 11      | 10    |
| 7º   | 54 | Manuel Poggiali | MS Aprilia                  | Aprilia      | 18   | +26.477   | 5       | 9     |
| 8º   | 10 | Fonsi Nieto     | Repsol - Aspar              | Aprilia      | 18   | +27.302   | 9       | 8     |
| 9º   | 2  | Roberto Rolfo   | Fortuna Honda               | Honda        | 18   | +27.357   | 7       | 7     |
| 10º  | 73 | Hiroshi Aoyama  | Telefonica Movistar Honda   | Honda        | 18   | +43.693   | 14      | 6     |
| 11º  | 25 | Alex Baldolini  | Matteoni Racing             | Aprilia      | 18   | +43.945   | 13      | 5     |
| 12º  | 6  | Alex Debón      | Wurth Honda BQR             | Honda        | 18   | +44.181   | 10      | 4     |
| 13º  | 8  | Naoki Matsudo   | UGT Kurz                    | Yamaha       | 18   | +52.638   | 15      | 3     |
| 14º  | 34 | Eric Bataille   | Wurth Honda BQR             | Honda        | 18   | +52.768   | 19      | 2     |
| 15º  | 57 | Chaz Davies     | Aprilia Germany             | Aprilia      | 18   | +52.900   | 17      | 1     |
| 16º  | 21 | Franco Battaini | Campetella Racing           | Aprilia      | 18   | +59.865   | 12      |       |
| 17º  | 33 | Héctor Faubel   | Grefusa - Aspar             | Aprilia      | 18   | +1:03.776 | 20      |       |
| 18º  | 9  | Hugo Marchand   | Freesoul Abruzzo Racing     | Aprilia      | 18   | +1:03.994 | 23      |       |
| 19º  | 44 | Tarō Sekiguchi  | NC World Trade              | Yamaha       | 18   | +1:18.056 | 25      |       |
| 20º  | 16 | Johan Stigefelt | Aprilia Germany             | Aprilia      | 18   | +1:18.128 | 22      |       |
| 21º  | 17 | Klaus Nöhles    | Castrol-Honda Kiefer Racing | Honda        | 18   | +2:00.936 | 28      |       |
| 22º  | 22 | Iván Silva      | Grefusa - Aspar             | Aprilia      | 17   | +1 giro   | 27      |       |

### Ritirati
| Nº | Pilota           | Squadra                     | Motocicletta | Giri | Griglia |
| -- | ---------------- | --------------------------- | ------------ | ---- | ------- |
| 77 | Grégory Lefort   | Equipe GP de France - Scrab | Aprilia      | 8    | 26      |
| 12 | Arnaud Vincent   | Equipe GP de France - Scrab | Aprilia      | 7    | 18      |
| 11 | Joan Olivé       | Campetella Racing           | Aprilia      | 6    | 8       |
| 50 | Sylvain Guintoli | Campetella Racing           | Aprilia      | 5    | 16      |
| 36 | Erwan Nigon      | UGT Kurz                    | Yamaha       | 4    | 24      |
| 96 | Jakub Smrž       | Molenaar Racing             | Honda        | 1    | 21      |

### Non qualificati
| Nº | Pilota            | Squadra                | Motocicletta |
| -- | ----------------- | ---------------------- | ------------ |
| 59 | Hans Smees        | Performance Racing     | Honda        |
| 61 | Randy Gevers      | de Arend Filart Racing | Aprilia      |
| 58 | Patrick Lakerveld | Benjan Motoren         | Yamaha       |
| 60 | Emile Litjens     | Jaap Kingma Racing     | Aprilia      |
| 40 | Max Sabbatani     | NC World Trade         | Yamaha       |
| 62 | Jan Roelofs       | MRTT Hugen Racing      | Yamaha       |

## Classe 125

### Arrivati al traguardo
| Pos. | Nº | Pilota              | Squadra                  | Motocicletta | Giri | Tempo     | Griglia | Punti |
| ---- | -- | ------------------- | ------------------------ | ------------ | ---- | --------- | ------- | ----- |
| 1º   | 48 | Jorge Lorenzo       | Caja Madrid Derbi Racing | Derbi        | 17   | 37:13.859 | 7       | 25    |
| 2º   | 15 | Roberto Locatelli   | Safilo Carrera - LCR     | Aprilia      | 17   | +0.235    | 5       | 20    |
| 3º   | 27 | Casey Stoner        | Red Bull KTM             | KTM          | 17   | +0.564    | 1       | 16    |
| 4º   | 34 | Andrea Dovizioso    | Kopron Team Scot         | Honda        | 17   | +0.606    | 3       | 13    |
| 5º   | 21 | Steve Jenkner       | Rauch Bravo              | Aprilia      | 17   | +3.865    | 4       | 11    |
| 6º   | 3  | Héctor Barberá      | Seedorf Racing           | Aprilia      | 17   | +11.450   | 13      | 10    |
| 7º   | 58 | Marco Simoncelli    | Rauch Bravo              | Aprilia      | 17   | +11.756   | 14      | 9     |
| 8º   | 22 | Pablo Nieto         | Master - Repsol          | Aprilia      | 17   | +11.764   | 2       | 8     |
| 9º   | 6  | Mirko Giansanti     | Matteoni Racing          | Aprilia      | 17   | +11.913   | 11      | 7     |
| 10º  | 25 | Imre Tóth           | Team Hungary             | Aprilia      | 17   | +29.339   | 10      | 6     |
| 11º  | 54 | Mattia Pasini       | Safilo Carrera - LCR     | Aprilia      | 17   | +29.851   | 21      | 5     |
| 12º  | 63 | Mike Di Meglio      | Globet.com Racing        | Aprilia      | 17   | +30.394   | 16      | 4     |
| 13º  | 42 | Gioele Pellino      | Abruzzo Racing           | Aprilia      | 17   | +30.428   | 27      | 3     |
| 14º  | 7  | Stefano Perugini    | Metis Gilera Racing      | Gilera       | 17   | +39.233   | 31      | 2     |
| 15º  | 47 | Ángel Rodríguez     | Caja Madrid Derbi Racing | Derbi        | 17   | +39.346   | 28      | 1     |
| 16º  | 19 | Álvaro Bautista     | Seedorf Racing           | Aprilia      | 17   | +39.583   | 24      |       |
| 17º  | 14 | Gábor Talmácsi      | Semprucci Malaguti       | Malaguti     | 17   | +39.777   | 29      |       |
| 18º  | 24 | Simone Corsi        | Kopron Team Scot         | Honda        | 17   | +40.058   | 8       |       |
| 19º  | 10 | Julián Simón        | Angaia Racing            | Honda        | 17   | +40.711   | 12      |       |
| 20º  | 50 | Andrea Ballerini    | Sterilgarda Racing       | Aprilia      | 17   | +59.377   | 9       |       |
| 21º  | 33 | Sergio Gadea        | Master - Repsol          | Aprilia      | 17   | +1:07.555 | 18      |       |
| 22º  | 16 | Raymond Schouten    | Molenaar Racing          | Honda        | 17   | +1:07.715 | 25      |       |
| 23º  | 66 | Vesa Kallio         | Team Hungary             | Aprilia      | 17   | +1:26.749 | 17      |       |
| 24º  | 82 | Jarno van der Marel | Amici Racing             | Honda        | 17   | +1:51.060 | 19      |       |
| 25º  | 38 | Mikko Kyyhkynen     | Ajo Motorsport           | Honda        | 16   | +1 giro   | 33      |       |
| 26º  | 79 | Adri den Bekker     | DB Racing                | Honda        | 16   | +1 giro   | 32      |       |
| 27º  | 9  | Markéta Janáková    | Angaia Racing            | Honda        | 16   | +1 giro   | 30      |       |

### Ritirati
| Nº | Pilota            | Squadra            | Motocicletta | Giri | Griglia |
| -- | ----------------- | ------------------ | ------------ | ---- | ------- |
| 26 | Dario Giuseppetti | Elit Grand Prix    | Honda        | 16   | 23      |
| 8  | Manuel Manna      | Semprucci Malaguti | Malaguti     | 16   | 22      |
| 52 | Lukáš Pešek       | Ajo Motorsport     | Honda        | 16   | 15      |
| 36 | Mika Kallio       | Red Bull KTM       | KTM          | 15   | 20      |
| 41 | Yōichi Ui         | Abruzzo Racing     | Aprilia      | 7    | 6       |
| 23 | Gino Borsoi       | Globet.com Racing  | Aprilia      | 7    | 26      |

### Non partito
| Nº | Pilota       | Squadra             | Motocicletta |
| -- | ------------ | ------------------- | ------------ |
| 32 | Fabrizio Lai | Metis Gilera Racing | Gilera       |

### Non qualificati
| Nº | Pilota              | Squadra                    | Motocicletta |
| -- | ------------------- | -------------------------- | ------------ |
| 83 | Gert-Jan Kok        | Bos Tivoli Racing Pevada   | Honda        |
| 80 | Mark van Kreij      | Racing Team Mark Van Kreij | Honda        |
| 44 | Frank van den Dragt | Tennen Racing              | Honda        |
| 28 | Jordi Carchano      | Matteoni Racing            | Aprilia      |